# 上田恒次
上田 恒次（うえだ つねじ、1914年 - 1987年）は、日本の陶芸家。日本民芸館新作展委員。

## 略歴
1914年、京都で呉服商「松屋」に次男として生まれる。富本憲吉の『窯遍雑記』（文化生活研究会、1925年）を読み陶芸家を志す。 1927年（昭和2年）、京都市立第二工業学校陶磁器科に入学する。
1931年（昭和6年）、同校を卒業。以後、河井寛次郎、柳宗悦、浜田庄司、富本憲吉に師事する。1937年（昭和12年）、木野皿山窯を開く。
1955年（昭和30年）、河井寛次郎の助手を務め、技法を次ぐことを許される。
1962年（昭和37年）、日本橋三越本店美術部で個展を開催する。以降各地で開催。1963年（昭和38年）、東京国立近代美術館主催「現代国際陶芸展」に招待出品する。1974年（昭和49年）、富本憲吉記念館建設にあたり、設計および工事を監督する。
なお、自身が設計した自宅は、2006年、登録有形文化財となる。